# Carpí de Carolina
El carpí de Carolina (Carpinus caroliniana) és un arbre petit de fusta dura del gènere Carpinus, de la família de les betulàcies. És nadiu de l'est de Nord-amèrica, des de Minnesota i el sud d'Ontario fins a Maine a l'est, i al sud fins a l'est de Texas i el nord de Florida. També creix al Canadà (sud-oest de Quebec i sud-est d'Ontario).

## Descripció

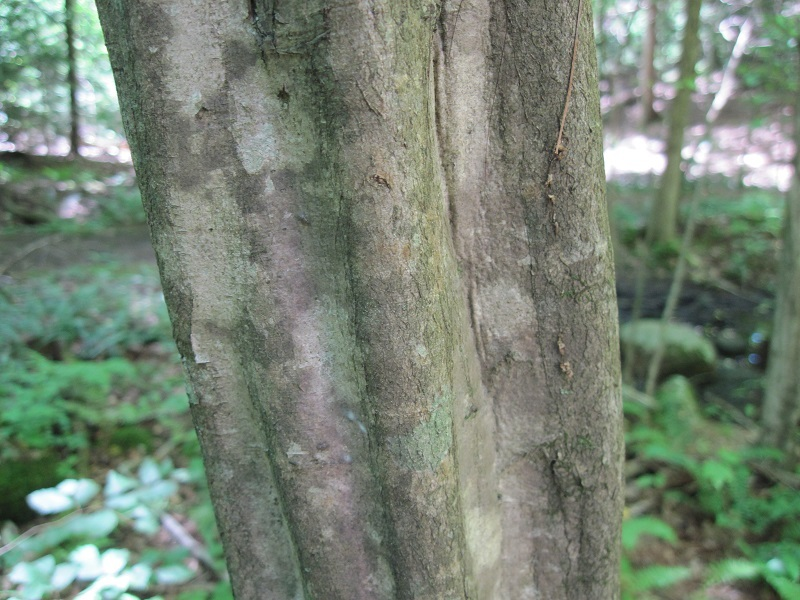
Escorça

El carpí de Carolina és un arbre petit que arriba a alçades d'entre 10 i 15 metres, rarament als 20 metres, que sovint té un tronc acanalat i tort. L'escorça és llisa i de color gris-verdós, i presenta fissures superficials en els arbres vells. Les fulles són alternes, d'entre 3 i 12 centímetres de llarg, amb venes prominents que li donen una textura acanalada distintiva, i són serrades en els marges. Els aments masculins i femenins apareixen a la primavera, al mateix temps que les fulles. El fruit és una petita nou d'entre 7 i 8 mil·límetres de llarg, parcialment envoltada per entre 3 i 7 involucres punxeguts d'entre 2 i 3 centímetres, i que madura a la tardor. La llavors sovint no germina fins a la primera del segon any després de la maduració.
- Escorça: En els arbres vells, arrufada prop de la base. En arbres joves i branques llises, de color gris blavós fosc, de vegades frunzida, i de color gris clar i fosc. Els branquillons són al principi de color verd pàl·lid, canviant a marró vermellós, i en última instància de color gris opac.
- Fusta: De color marró clar, amb l'albeca gairebé blanca. És pesada, dura, de gra fi i molt dura. S'utilitza per fer palanques i mànecs d'eines.
- Gemmes d'hivern: Són ovalades, agudes, de color castany i fab 3 mil·límetres de llarg. Les escates interiors s'engrandeixen quan comença el creixement a la primavera. No és forma cap gemma terminal.

- Fulles: Són alternes, fan de dues a quatre polzades de llarg, ovada-oblongues, arrodonides, o rarament subcordades i sovint desiguals a la base, punxegudes, doblement serrades, agudes o acuminades. Surten del rovell de color verd bronze pàl·lid i peludes i quan assoleixen el creixement complet es tornen de color verd fosc per sobre i més pàl·lides per sota. El nervi central i les venes són prominent pel costat inferior. A la tardor són de color vermell brillant, escarlata fosc o taronja. Els pecíols són curts, prims i peluts. Les estípules són caduques.

- Flors: Abril. Són monoiques, sense pètals. Les gemes estaminades dels aments són axil·lars i es formen a la tardor. Durant l'hivern semblen gemes de fulles. Comencen a allargar-se molt a principis de la primavera, i quan estan completament desenvolupades assoleixen uns 4 centímetres. La flor estaminada està formada per entre 3 i 20 estams. Els pistils fan entre 1/2 i 3/4 de polzada de llarg i tenen escates verdes, agudes, peludes i ovalades i estils de color escarlata brillant.

- Fruit: Raïms d'involucres, pengen de l'extrem de les branques frondoses. Cada involucre cobreix lleugerament una petita nou ovalada. Els involucres són de tija curta, generalment formats per 3 lòbuls.[3]

## Subdivisions
Existeixen dues subespècies,:
- Carpinus caroliniana subsp. caroliniana. Plana costanera atlàntica, des de Delaware al nord fins a la part baixa de la vall del riu Mississipi i l'est de Texas. Fulles més curtes (3-9 cm) i relativament més amples.[4]
- Carpinus caroliniana subsp. virginiana. Apalatxes, des de Minnesota al nord fins a Arkansas al sud. Fulles més llargues (8-12 cm) i relativament més estretes.[5]

## Ecologia

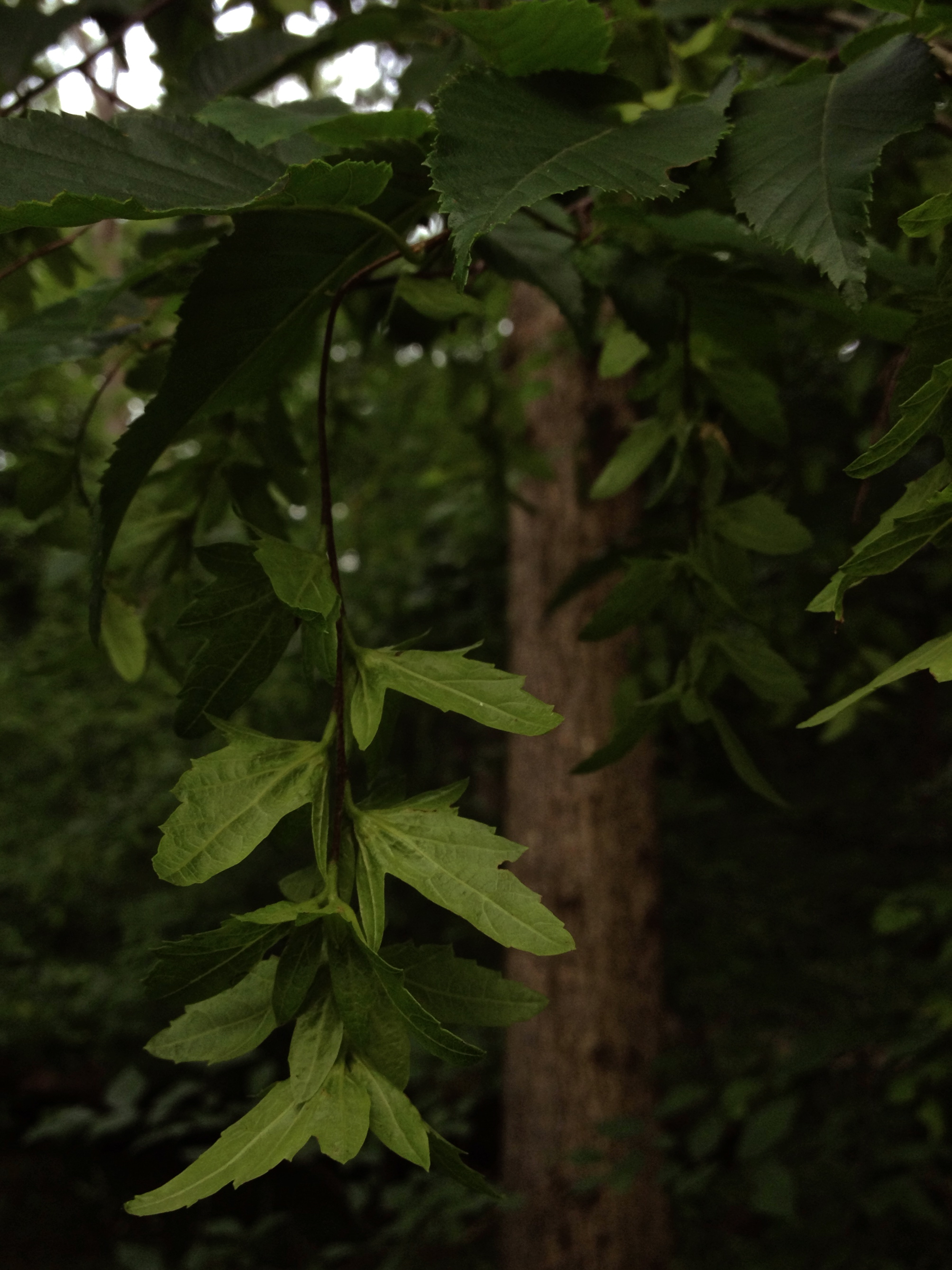
Fruit

És un arbre que s'estima més l'ombra, i que prefereix un sòl humit i moderadament fèrtil. Té un sistema d'arrels poc profundes. Les seves fulles serveixen d'aliment a erugues i lepidòpters, com Automeris io.
Comuna al llarg dels marges de rierols i estanys, aprecia molt els sòls profundament humits. Es tracta d'un arbre petit, que es distribueix a l'est de les Rocoses.

## Usos
Les seva fusta dura i pesada s'utilitza per fer mànecs d'eines, arcs, bastons i pals de golf.